# Oberbuchenbühl
Oberbuchenbühl (westallgäuerisch: Obərbuəchəbil) ist ein Gemeindeteil des Markts Scheidegg im bayerisch-schwäbischen Landkreis Lindau (Bodensee).

## Geographie
Der Weiler liegt circa zwei Kilometer südöstlich des Hauptorts Scheidegg und zählt zur Region Westallgäu.

## Ortsname
Der Ortsname setzt sich aus dem mittelhochdeutschen Wort buoh für Buchenwald und dem Grundwort -bühl sowie der relativen Lagebezeichnung zu Buchenbühl zusammen.

## Geschichte
Oberbuchenbühl wurde erstmals im Jahr 1769 mit der Beteiligung an der Vereinödung erwähnt.  Der Ort gehörte einst der Herrschaft Altenburg an.